# Адамич, Станислава
Станислава Адамич (хорв. Stanislava Adamić; 11 декабря 1921 или 1922, Копривница — 11 мая 2005, Сплит) — хорватская поэтесса и прозаик. Автор детских и религиозно-мистических стихотворений на хорватском языке.

## Биография
Родилась в семье композитора Карло Адамича. Окончив в Кропивнице начальную школу и первый класс гимназии, она в 1940 году переехала в Сплит, где доучилась в гимназии и получила степень бакалавра по литературе в Высшем педагогическом училище. Окончив в Загребе учёбу на факультете германистики и романистики, она устроилась на работу учителем иностранных языков. В 1952 году она начала публиковать свои детские и религиозно-мистические стихотворения в газетах «Литературная Адриатика» и «Свободная Далмация», которые спустя некоторое время стали переводиться на другие языки. Вскоре она вошла в ряды Хорватского общества писателей и Международной гильдии женщин-писателей.

## Избранные произведения
- Pjesme plamenih jutara (1955)
- Suočenja (1963)
- Močvara i zvijezde (1970)
- Demoni (1974)
- Raspuće (1977)
- Pjevam od radosti (1996)